# Wrangelska backen

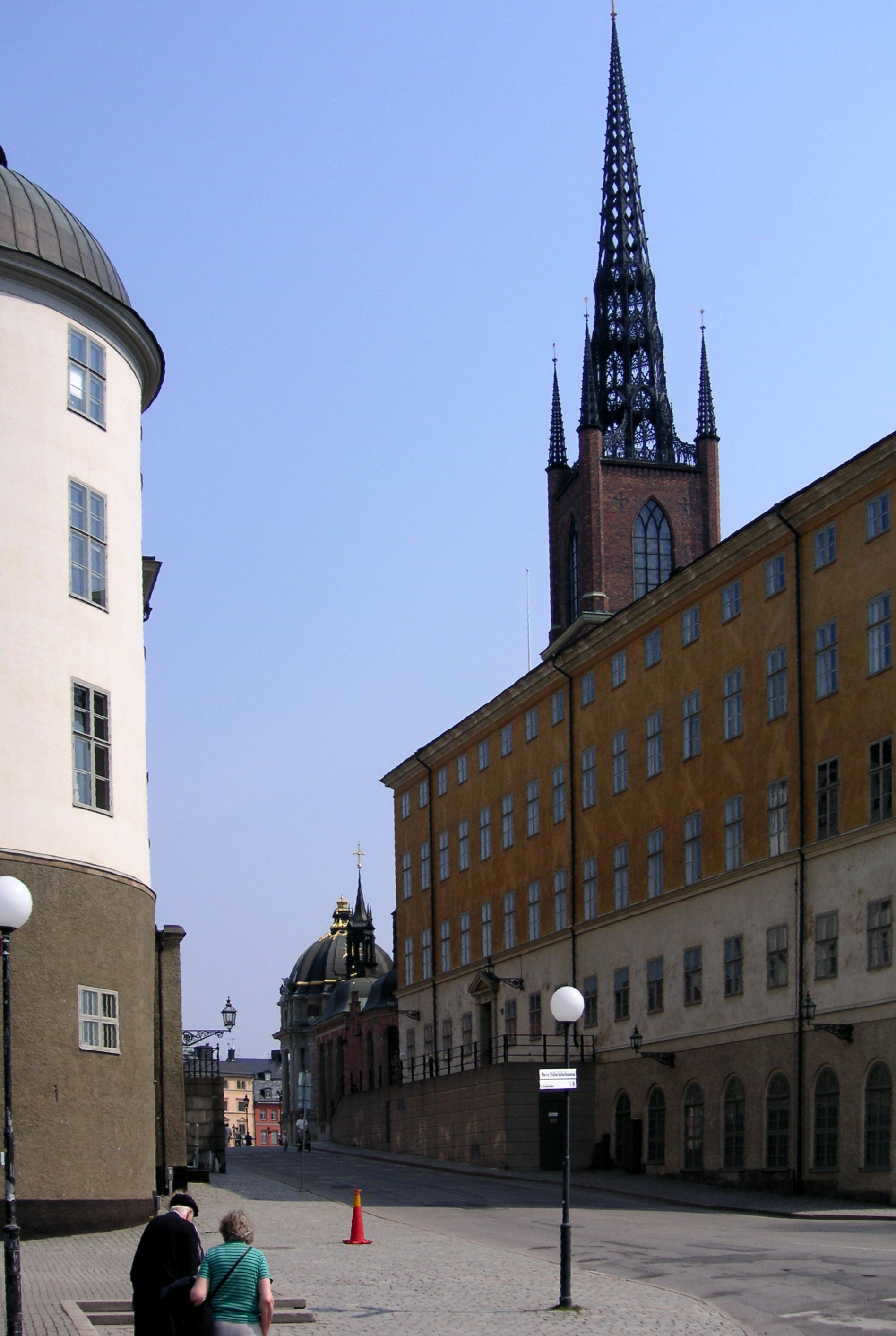
Wrangelska backen mot norr, till vänster ligger Wrangelska palatset, till höger Kammarrättens hus.

Wrangelska backen  är en gata på Riddarholmen i Stockholm. Den leder mellan Wrangelska palatset och Kammarrättens hus i nord-sydriktning från Birger Jarls torg ner till Norra Riddarholmshamnen och Evert Taubes terrass. Gatan skapades 1804 och fick sitt nuvarande namn 1925.
Namnet härrör från Wrangelska palatset, om- och tillbyggt 1652-1670 av arkitekt Nicodemus Tessin d.ä. för Carl Gustaf Wrangel och efter en brand 1693 om- och påbyggt till kungligt residens efter slottsbranden 1697. Under denna tid benämns palatset Kungshuset och det var bostad för kungahovet ända fram till nuvarande Stockholms slott stod klart 1754.